# Танцуващата къща
„Танцуващата къща“ е офисна сграда в Прага в стил деконструктивизъм, състояща се от две цилиндрични кули: нормална и деструктивна. „Танцуващата къща“ е архитектурна метафора на танцуваща двойка, и на шега е наричана „Джинджър и Фред“, в чест на Джинджър Роджърс и Фред Астер. Една от двете цилиндрични кули — тази, която се разширява към върха, символизира мъжката фигура (Фред), а втората част на сградата визуално напомня женска фигура с тънка талия, с развята във вихъра на танца пола (Джинджър).
Къщата е разположена в район Прага 2, на ъгъла на улица „Реслова“ и крайбрежната улица. Автори на проекта са хърватският архитект Владо Милунич и канадският архитект Франк Гери. Строителството е извършено от 1994 до 1996 г. и е курирано лично от Вацлав Хавел.
Сградата представлява офисен център, в който са разположени няколко международни компании. На покрива се намира френският ресторант „La Perle de Prague“.

## История
„Танцуващата къща“ е построена на мястото на разрушена в хода на бомбардировките над Прага от американската авиация сграда, построена в стил неокласицизъм в края на 19 век. Идеята за строителството на нова сграда на мястото на руините, загрозяващи лицето на града до 60-те години, принадлежи на Вацлав Хавел, бившия президент на Чехия, който в продължение на много години живее в съседство.

## Галерия
- 2005 г.
- 2005 г.
- 2006 г.
- 2008 г.
- 2007 г.
- 2005 г.
- 2010 г.
- 2012 г.
- 2015 г.

|  | Тази страница частично или изцяло представлява превод на страницата „Танцующий дом“ в Уикипедия на руски. Оригиналният текст, както и този превод, са защитени от Лиценза „Криейтив Комънс – Признание – Споделяне на споделеното“, а за съдържание, създадено преди юни 2009 година – от Лиценза за свободна документация на ГНУ. Прегледайте историята на редакциите на оригиналната страница, както и на преводната страница, за да видите списъка на съавторите. ВАЖНО: Този шаблон се отнася единствено до авторските права върху съдържанието на статията. Добавянето му не отменя изискването да се посочват конкретни източници на твърденията, които да бъдат благонадеждни. |